# Mesonoemacheilus guentheri
Mesonoemacheilus guentheri är en fiskart som först beskrevs av Day, 1867.  Mesonoemacheilus guentheri ingår i släktet Mesonoemacheilus och familjen grönlingsfiskar. IUCN kategoriserar arten globalt som livskraftig. Inga underarter finns listade i Catalogue of Life.